# El Achour
El Achour là một đô thị thuộc tỉnh Alger, Algérie. Dân số thời điểm năm 2002 là 19.524 người.